# Wade Phillips
Harold Wade Phillips (Orange, 21 giugno 1947) è un allenatore di football americano statunitense, coordinatore della difesa dei Los Angeles Rams della National Football League (NFL).

## Carriera da giocatore
Phillips praticò il football giocato solamente a livello universitario, giocando come linebacker per gli Houston Cougars nella Conference USA della NCAA.

## Carriera da allenatore
Nel 1976, Phillips iniziò la sua carriera nella NFL con gli Houston Oilers come allenatore della linea difensiva fino al 1980. Nel 1981 passò ai New Orleans Saints con il ruolo di coordinatore della difesa e nel finale della stagione 1985 anche come capo-allenatore ad interim. Chiuse con una vittoria e 3 sconfitte. Nel 1986 passò ai Philadelphia Eagles come coordinatore della difesa fino al 1988.
Nel 1989, Phillips passò ai Denver Broncos sempre con lo stesso ruolo fino al 1992. Nel 1993 divenne il loro capo-allenatore, concludendo la sua prima stagione con 9 vittorie e 7 sconfitte. Ai playoff venne eliminato al Wild-Card Game dai Los Angeles Raiders. Terminò la sua esperienza nel 1994.
Nel 1995. Phillips passò ai Buffalo Bills come coordinatore della difesa. Nel 1998 divenne il loro capo-allenatore, chiudendo con 10 vittorie e 6 sconfitte e venendo eliminato al Wild Card Game dai Miami Dolphins. Nel 1999 concluse con 11 vittorie e 5 sconfitte arrivando per il secondo anno di fila ai playoff; venne eliminato ancora al Wild Card Game dai Tennessee Titans, in una gara divenuta nota come Music City Miracle. Terminò la sua esperienza nel 2000. Nel 2002 passò agli Atlanta Falcons come coordinatore della difesa, dove sul finire della stagione 2003 diventò capo-allenatore ad interim. Chiuse con 2 vittorie e una sconfitta.
Nel 2004, Phillips passò ai San Diego Chargers come coordinatore della difesa fino al 2006. Nel 2007 diventò il capo-allenatore dei Dallas Cowboys, concluse la stagione vincendo la Division East della NFC con 13 vittorie e 3 sconfitte ma venne eliminato al Divisional Round dai New York Giants. Nel 2009 assunse anche il ruolo di coordinatore della difesa e vinse per la 2a volta la Division East della NFC con 11 vittorie e 5 sconfitte, venendo ancora eliminato al Divisional Round dai Minnesota Vikings. Nel 2010, dopo aver ottenuto solo una vittoria e 7 sconfitte nelle prime otto partite, l'8 novembre venne esonerato.
Il 5 gennaio 2011; Phillips passò agli Houston Texans come coordinatore della difesa. Il 6 dicembre 2013, dopo una serie di undici sconfitte consecutive, il capo-allenatore dei Texans Gary Kubiak fu licenziato e Phillips fu nominato suo sostituto ad interim, chiudendo la stagione con 3 sconfitte e nessuna vittoria..
Il 28 gennaio 2015, Phillips fu ingaggiato come coordinatore difensivo dai Denver Broncos, ritrovando così lo stesso Kubiak che pochi giorni prima era stato nominato capo allenatore; Phillips aveva già ricoperto quel ruolo per i Broncos dal 1989 al 1992. Lo stile e le chiamate aggressive del suo gioco resero la talentuosa difesa di Denver la migliore della lega, aiutando la squadra a raggiungere un record di 12-4 nella stagione regolare e la testa di serie numero 1 nella AFC, nonostante le numerose difficoltà mostrate nel gioco offensivo. Nel Super Bowl 50, giocato il 7 febbraio 2016 a Santa Clara, in California, la difesa preparata da Phillips mise in grave difficoltà per tutta la partita l'attacco dei Carolina Panthers e il loro quarterback Cam Newton, consentendo ai Broncos di imporsi col punteggio di 24-10 e dando così a Phillips il primo Super Bowl della carriera.
Nel 2017, Phillips fu nominato coordinatore difensivo dei Los Angeles Rams.

## Palmarès
Come capo-allenatore
- NFC East division: 2

Dallas Cowboys: 2007, 2009
Come coordinatore difensivo
- Super Bowl : 1

Denver Broncos: 50

## Record come capo allenatore
| Squadra | Anno   | Stagione regolare | Stagione regolare | Stagione regolare | Stagione regolare | Stagione regolare                 | Playoff | Playoff | Playoff                                             |
| Squadra | Anno   | Vinte             | Perse             | Pareggiate        | Posizione         | Risultato                         | Vinte   | Perse   | Risultato                                           |
| ------- | ------ | ----------------- | ----------------- | ----------------- | ----------------- | --------------------------------- | ------- | ------- | --------------------------------------------------- |
| NO      | 1985   | 1                 | 3                 | 0                 | 3° NFC West       | Ad interim nelle ultime 4 partite | -       | -       | -                                                   |
| DEN     | 1993   | 9                 | 7                 | 0                 | 3° AFC West       | -                                 | 0       | 1       | Uscì al Wild Card Game contro i Los Angeles Raiders |
| DEN     | 1994   | 7                 | 9                 | 0                 | 4° AFC West       | no playoff                        | -       | -       | -                                                   |
| BUF     | 1998   | 10                | 6                 | 0                 | 3° AFC East       | -                                 | 0       | 1       | Uscì al Wild Card Game contro i Miami Dolphins      |
| BUF     | 1999   | 11                | 5                 | 0                 | 3° AFC East       | -                                 | 0       | 1       | Uscì al Wild Card Game contro i Tennessee Titans    |
| BUF     | 2000   | 8                 | 8                 | 0                 | 4° AFC East       | no playoff                        | -       | -       | -                                                   |
| ATL     | 2003   | 2                 | 1                 | 0                 | 4° NFC South      | Ad interim nelle ultime 3 partite | -       | -       | -                                                   |
| DAL     | 2007   | 13                | 3                 | 0                 | 1° NFC East       | -                                 | 0       | 1       | Uscì al Divisional Game contro i New York Giants    |
| DAL     | 2008   | 9                 | 7                 | 0                 | 3° NFC East       | no playoff                        | -       | -       | -                                                   |
| DAL     | 2009   | 11                | 5                 | 0                 | 1° NFC East       | -                                 | 1       | 1       | Uscì al Divisional Game contro i Minnesota Vikings  |
| DAL     | 2010   | 1                 | 7                 | 0                 | NFC East          | Venne esonerato dopo 8 partite    | -       | -       | -                                                   |
| HOU     | 2013   | 0                 | 3                 | 0                 | AFC South         | Ad interim nelle ultime 3 partite | -       | -       | -                                                   |
| Totale  | Totale | 82                | 62                | 0                 | -                 | -                                 | 1       | 5       | -                                                   |